# Diodo PIN

Capas de un diodo PIN

Se llama diodo PIN a una estructura de tres capas, siendo la intermedia semiconductor intrínseco, y las externas, una de tipo P y la otra tipo N (estructura P-I-N que da nombre al diodo). Sin embargo, en la práctica, la capa intrínseca se sustituye bien por una capa tipo P de alta resistividad (π) o bien por una capa n de alta resistividad (ν).
La amplia región intrínseca contrasta con un diodo p-n ordinario. La amplia región intrínseca hace que el diodo PIN sea un rectificador inferior (una función típica de un diodo p-n), pero lo hace adecuado para ser atenuadores, interruptores rápidos (microondas y RF), fotodetectores y aplicaciones de electrónica de potencia de alto voltaje.

## Aplicaciones de los diodos PIN

### Fotodiodo PIN
El fotodiodo PIN es uno de los fotodetectores más comunes, debido a que la capa intrínseca se puede modificar para optimizar su eficiencia cuántica y margen de frecuencia, siendo así un material intrínseco semiconductor. Viene dado por tres parámetros característicos:
- Eficiencia cuántica.
- Velocidad de respuesta.
- Ruido del dispositivo.

### Conmutador
El diodo PIN se puede utilizar como conmutador de microondas. Tiene capacidad para manejar alta potencia.